# Harpadon mortenseni
Espèce
Statut de conservation UICN

 DD  : Données insuffisantes
 16 août 2019 
Harpadon mortenseni est une espèce de poissons de la famille des Synodontidae.

## Systématique
L'espèce Harpadon mortenseni a été décrite pour la première fois en 1933 par Johann Dietrich Franz Hardenberg, (1902 - ?), alors directeur de l'Institut central de la marine et de la pêche de Djakarta.

## Distribution
Cette espèce n'a été repérée que dans la mer de Bali à une profondeur comprise entre 200 et 300 m.

## Description
L'holotype de Harpadon mortenseni mesure 80 mm et les paratypes entre 80 et 105 mm. C'est une espèce au corps très allongé.

## Étymologie
Son épithète spécifique, mortenseni, lui a été donnée en l'honneur du zoologiste danois Theodor Mortensen (1868-1952) qui a capturé le premier spécimen,.

## Publication originale
- (en + de + nl + fr) J. D. F. Hardenberg, « Some New or Rare Fishes of the Indo Australian Archipelago II », Treubia, Jakarta, vol. 14, no 2,‎ décembre 1933, p. 215-226 (ISSN 0082-6340 et 2337-876X, OCLC 1716369, lire en ligne).